# Goodbye Lullaby
Albums de Avril Lavigne
The Best Damn Thing
(2007) Avril Lavigne
(2013)
Goodbye Lullaby est le 4e album studio de la chanteuse franco-canadienne Avril Lavigne, sorti le 7 mars 2011. Le premier single, nommé What the Hell, est sorti le 10 janvier 2011. Deux autres singles ont été commercialisés par la suite : Smile, le 11 avril 2011 et Wish You Were Here, le 12 septembre 2011.
Avril Lavigne a travaillé avec ses collaborateurs de toujours, Deryck Whibley, Evan Taubenfeld et Butch Walker, mais aussi avec l'auteur-compositeur-producteur Max Martin.
Avril Lavigne continue de partager ses expériences personnelles à travers son écriture et sa musique, Goodbye Lullaby est encore une évolution de cela, mis en avant par un son plus brut et organique.
Parmi les chansons de l'album se trouve What the Hell, une chanson pleine de plaisir et de liberté, Avril dit que cette chanson est la moins personnelle de l'album. Il y a aussi une chanson rappelant les girl groups des années 1950, Stop Standing There. L'album retranscrit beaucoup d'émotions différentes. Avril Lavigne exprime sa gratitude envers certaines personnes dans sa vie, dans la chanson Smile, elle explore les relations de couple dans Push, montre son côté vulnérable dans Wish You Were Here, et enfin une chanson qui montre la fin d'un chapitre de sa vie et l'ouverture d'un nouveau chapitre à sa vie, Goodbye.

## Liste des titres
| No  | Titre                | Auteur                           | Producteur(s)  | Durée |
| --- | -------------------- | -------------------------------- | -------------- | ----- |
| 1.  | Black Star           | Avril Lavigne                    | Deryck Whibley | 1:34  |
| 2.  | What the Hell        | Avril Lavigne, Martin, Shellback | Max Martin     | 3:39  |
| 3.  | Push                 | Avril Lavigne, Taubenfeld        | Deryck Whibley | 3:01  |
| 4.  | Wish You Were Here   | Avril Lavigne, Martin, Shellback | Max Martin     | 3:45  |
| 5.  | Smile                | Avril Lavigne, Martin, Shellback | Max Martin     | 3:29  |
| 6.  | Stop Standing There  | Avril Lavigne                    | Butch Walker   | 3:27  |
| 7.  | I Love You           | Avril Lavigne, Martin, Shellback | Max Martin     | 4:01  |
| 8.  | Everybody Hurts      | Avril Lavigne, Taubenfeld        | Deryck Whibley | 3:41  |
| 9.  | Not Enough           | Avril Lavigne, Taubenfeld        | Deryck Whibley | 4:18  |
| 10. | 4 Real               | Avril Lavigne                    | Avril Lavigne  | 3:28  |
| 11. | Darlin               | Avril Lavigne                    | Deryck Whibley | 3:50  |
| 12. | Remember When        | Avril Lavigne                    | Deryck Whibley | 3:29  |
| 13. | Goodbye              | Avril Lavigne                    | Avril Lavigne  | 5:29  |
| 14. | Alice (piste cachée) | Avril Lavigne                    | Butch Walker   | 5:00  |

### Édition Deluxe
Une version Deluxe comporte cinq nouvelles pistes, What the Hell Acoustic Version, Push Acoustic Version, Wish You Where Here Acoustic Version, Bad Reputation et What The Hell (Bimbo Jones Remix), avec un making-of de Goodbye Lullaby et une couverture exclusive.
| 15. | What the Hell (acoustique)                 | Avril Lavigne, Martin, Shellback       | 3:40 |
| 16. | Push (acoustique)                          | Avril Lavigne, Taubenfeld              | 2:46 |
| 17. | Wish You Were Here (acoustique)            | Avril Lavigne, Martin, Shellback       | 3:45 |
| 18. | Knockin' on Heaven's Door (version studio) | Bob Dylan                              | 2:51 |
| 19. | Bad Reputation                             | Joan Jett, Cordell, Laguna, Kupersmith | 2:42 |

## Singles
1. What the Hell - 10 janvier 2011
2. Smile - 11 avril 2011
3. Wish You Were Here - 9 septembre 2011

## Réception commerciale
Lors de sa sortie, l'album entre en quatrième position sur le Billboard 200, avec  une première semaine estimée à plus de 89 000 ventes. En janvier 2013, Goodbye Lullaby atteint plus de 380.000 exemplaires aux États-Unis ce qui en fait l'album le moins vendus d'Avril Lavigne dans ce pays. L'album a passé un total de 25 semaines au Billboard 200 avec deux ré-entrées.
Le 10 mars 2011, Goodbye Lullaby entre en deuxième position sur l'Oricon Chart albums japonais, avec 135 410 unités dès sa première semaine. Ces ventes sont particulièrement impressionnantes puisqu'il est réalisé lors du séisme de 2011 de la côte Pacifique du Tōhoku, qui a coupé toute promotion. En janvier 2013, l'album s'est vendu à plus de 410.000 exemplaires au Japon, et a reçu la certification platine en novembre 2012, Au Royaume-Uni, l'album a débuté en neuvième position, avec plus de 22.500 exemplaires. En mai 2012, l'album s'est vendu à 74 000 exemplaires environ au Royaume-Uni. Au Canada, l'album atteint la deuxième position avec plus de 13.000 exemplaires. En janvier 2013, Goodbye Lullaby s'est vendu à plus de 1,5 million d'exemplaires, dont plus de 410.000 uniquement au Japon et plus de 380 000 ventes États-Unis. Dans l'ensemble, c'est un succès commercial. Cependant, l'album fait moins bien que ses trois premiers albums. Ceci est principalement dû à des retards de sortie et d'une promotion presque inexistante de l'album.

## Classements
| Pays               | Chart                 | Meilleure position | Réf    |
| ------------------ | --------------------- | ------------------ | ------ |
| Allemagne          | Media Control Chart   | 4                  | [ 8 ]  |
| Autriche           | Ö3 Austria Top 40     | 5                  | [ 9 ]  |
| Australie          | ARIA Charts           | 1                  | [ 10 ] |
| Belgique           | Wallonie              | 10                 | [ 11 ] |
| Belgique           | Flandres              | 11                 | [ 12 ] |
| Canada             | Canadian Albums Chart | 2                  | [ 13 ] |
| Danemark           | Tracklisten           | 19                 |        |
| Espagne            | PROMUSICAE            | 4                  | [ 14 ] |
| Finlande           | Mitä hittiä           | 8                  | [ 15 ] |
| France             | SNEP                  | 4                  | [ 16 ] |
| Hongrie            | Mahasz                | 13                 | [ 17 ] |
| Irlande            | IRMA                  | 12                 | [ 18 ] |
| Japon              | Oricon                | 2                  | [ 19 ] |
| Nouvelle-Zélande   | Rianz                 | 7                  | [ 20 ] |
| Pays-Bas           | Dutch Top 40          | 11                 | [ 21 ] |
| Portugal           | TAFP                  | 5                  | [ 22 ] |
| République tchèque | Czech IFPI Chart      | 1                  | [ 23 ] |
| Royaume-Uni        | UK Albums Chart       | 9                  | [ 24 ] |
| Suède              | Sverigetopplistan     | 10                 | [ 25 ] |
| Suisse             | Swiss Music Charts    | 2                  | [ 26 ] |

## Certifications
| Pays              | Certification | Ventes/Équivalence |
| ----------------- | ------------- | ------------------ |
| États-Unis (RIAA) | Or            | 500 000            |

## Sortie
| Pays        | Date        | Format   | Label            | Réf    |
| ----------- | ----------- | -------- | ---------------- | ------ |
| Japon       | 2 mars 2011 | CD + DVD | Sony Music Japan | [ 28 ] |
| Australie   | 4 mars 2011 | CD       | RCA Records      | [ 29 ] |
| Allemagne   | 4 mars 2011 | CD       | RCA Records      |        |
| Pays-Bas    | 4 mars 2011 | CD       | RCA Records      |        |
| Suède       | 4 mars 2011 | CD       | RCA Records      |        |
| Royaume-Uni | 7 mars 2011 | CD       | RCA Records      |        |
| Brésil      | 7 mars 2011 | CD       | Sony Music       |        |
| États-Unis  | 8 mars 2011 | CD       | RCA Records      |        |